# Hruševec Pušćanski
Hruševec Pušćanski is een plaats in de gemeente Pušća in de Kroatische provincie Zagreb. De plaats telt 260 inwoners (2001).